# Kirsti Sparboe
Kirsti Sparboe née le 7 décembre 1946 à Tromsø, en Norvège, est une chanteuse et actrice norvégienne. Elle est surtout connue à l'international pour ses participations au Concours Eurovision de la chanson.

## Carrière
Sa première participation au Concours Eurovision de la Chanson a lieu en 1965, alors qu'elle a 19 ans. Sa chanson Karusell se classe alors à la 13e place. Elle participe ensuite au pré-sélection norvégienne du concours, en 1966, avec la chanson Gi Meg Ven, arrivant 2e. En 1967, sa chanson Dukkemann se classe à la 14e place à l'Eurovision.
Elle participe aux pré-sélections de 1968, mais est disqualifiée pour plagiat. La chanson qu'elle interprète, Jag har aldri vært så glad i no'en som deg, est comparée au Summer Holiday de Cliff Richard. Elle interprète finalement dans son pays une reprise de la chanson espagnole gagnante, La La La, en norvégien.
Elle représente à nouveau la Norvège en 1969, avec la chanson Oj, oj, oj, så glad jeg skal bli terminant à la dernière place. Cette chanson est enregistrée en trois langues (norvégien, suédois et français),,.
Sparboe participe en 1970 à la sélection allemande pour le Concours Eurovision de la Chanson après que la Norvège, la Finlande, le Portugal et la Suède ont refusé de participer. Elle a chante Pierre Der Clochard, et termine à la quatrième place. Sparboe reprend en 1971 Un banc, un arbre, une rue, chanson gagnante de l'année, en norvégien.
Depuis, elle sort des singles surtout en Allemagne, où elle rencontre un succès modéré. Sparboe exerce plus tard la profession d'actrice. Elle obtient un rôle en 1980 pour la BBC, jouant dans la série Jon, Brian, Kirsti And Jon.